# J. William Middendorf

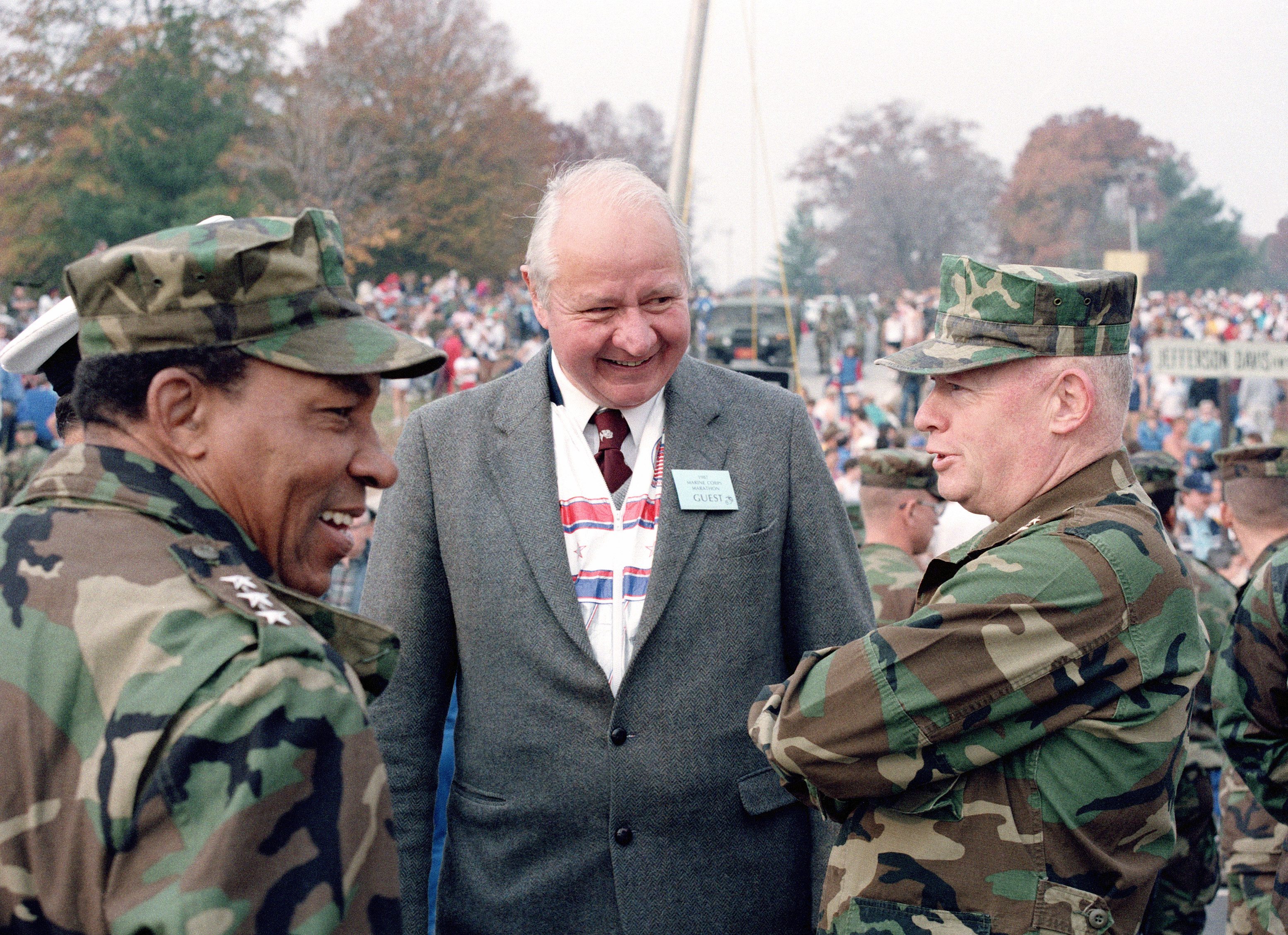
J. William Middendorf (Mitte) im Gespräch mit Generalleutnant Frank E. Petersen (links) und General Alfred M. Gray (1987)

John William Middendorf II (* 22. September 1924 in Baltimore, Maryland) ist ein ehemaliger US-amerikanischer Diplomat und Politiker (Republikanische Partei), der von 1974 bis 1977 als Marinestaatssekretär der Vereinigten Staaten amtierte.

## Leben
Middendorf, der im Zweiten Weltkrieg in der US Navy diente, begann seine Studienlaufbahn am College of the Holy Cross in Worcester, wo er 1945 als Bachelor of Naval Science abschloss; zwei Jahre darauf erwarb er den Bachelor of Arts am Harvard College. 1954 graduierte er dann als Master of Business Administration an der New York University.
Im Vorfeld der Präsidentschaftswahl 1964 gehörte er zum Wahlkampfteam des republikanischen Kandidaten Barry Goldwater und fungierte als dessen Schatzmeister. Später verfasste er ein Buch über diese Zeit. In „Glorious Disaster: Barry Goldwater's Presidential Campaign And the Origins of the Conservative Movement“ zeigt er auf, wie die deutliche Niederlage des Senators aus Arizona gegen den demokratischen Amtsinhaber Lyndon B. Johnson als Fundament für den Aufstieg der konservativen Bewegung in den USA diente.

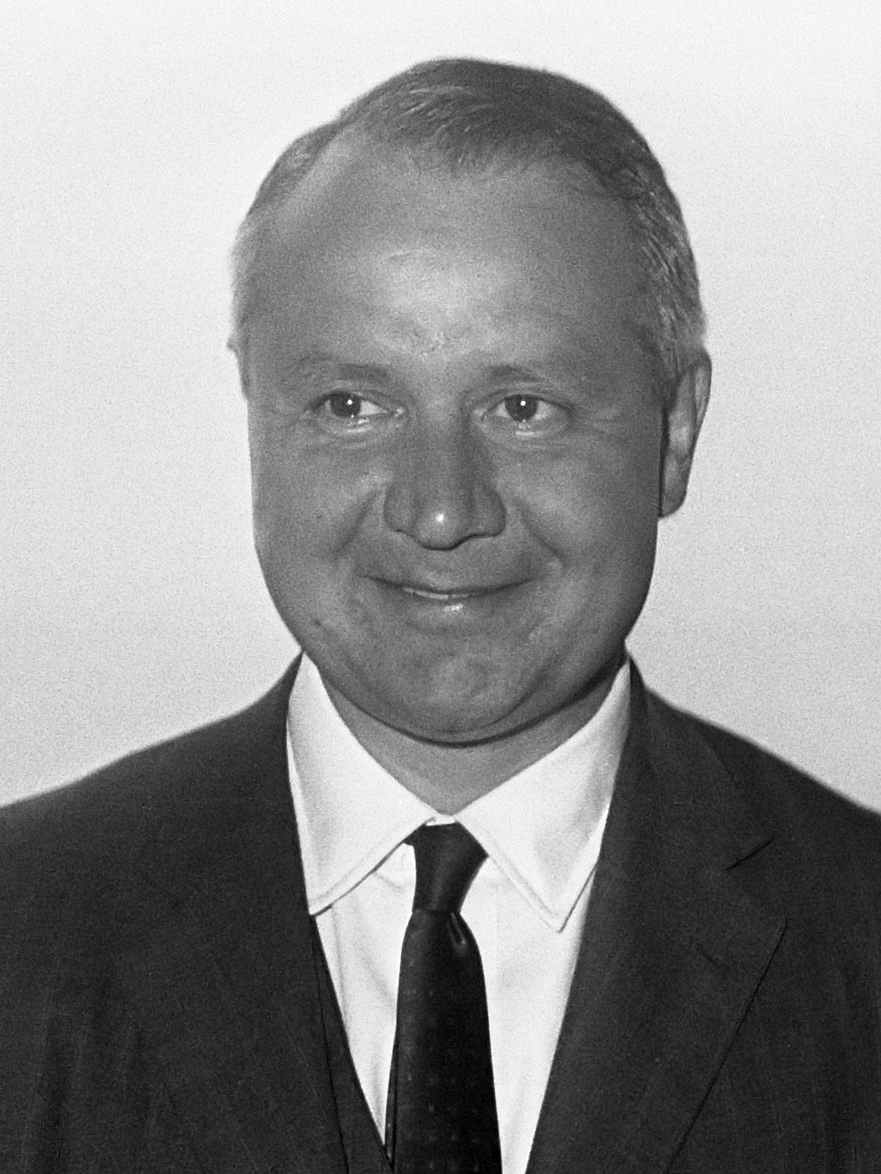
John William Middendorf (1969)

Von 1965 bis 1969 war Middendorf Schatzmeister des Republican National Committee, ehe ihn Präsident Richard Nixon als Nachfolger von William R. Tyler zum Botschafter in den Niederlanden berief, wo er bis 1973 verblieb. Nach seiner Rückkehr in die Vereinigten Staaten wurde er zunächst Unterstaatssekretär im Marineamt des Verteidigungsministeriums; 1974 übernahm er dann das Amt des Secretary of the Navy, das bis 1947 Kabinettsrang besessen hatte. Während dieser Zeit wurde der Marine Corps Marathon ins Leben gerufen, ein Straßenlauf zwischen Arlington und Washington, dessen Sieger eine nach Middendorf benannte Trophäe erhält.
Nachdem er zwischen 1977 und 1981 im Bankwesen gearbeitet hatte, wurde er 1981 als Nachfolger von Gale W. McGee ständiger Vertreter der USA im Rang eines Botschafters bei der Organisation Amerikanischer Staaten. Er gehörte zu den Architekten des Nordamerikanischen Freihandelsabkommens (NAFTA). Von 1985 bis 1987 war er Botschafter der Vereinigten Staaten bei der Europäischen Union. Seit 1989 ist er Mitglied im Board of Trustees der Heritage Foundation, einer konservativen Denkfabrik mit Sitz in Washington.